# Justin Jefferies
Justin Jefferies es un personaje ficticio de la serie de televisión australiana Home and Away, interpretado por el actor Matthew Walker en el 2010. 

## Biografía
Justin es hijo de Larry Jefferies y Abigail "Abby" Jefferies y hermano mayor de Aden Jefferies y Sean Jefferies.
Justin llegó por primera vez a Summer Bay en el 2010 cuando Marilyn Chambers lo encontró en la carretera cubierto de sangre y sin recordar nada.
Después de ser llevado al hospital donde se recupera, Justin comienza a recordar solo que estuvo en un accidente automovilístico, después de ser dado de alta Aden le ofrece irse a vivir con él y Justin acepta. Ambos hermanos comienzan a conocerse de nuevo, ya que no han estado en contacto por mucho tiempo; Aden queda sorprendido cuando Justin le dice que está en el ejército y se da cuenta de que él ya no maldice ni bebe y tiene planes a futuro. Justin le dice que su cambio se debe al estilo de vida del ejército y le recomienda a Aden que entre a él, aunquel le dice que está muy feliz con su vida.
Justin y Aden comparten el desagrado por su padre y abuelo, el cual demuestran cuando los mencionan.
Poco después Justin e Aden encuentran el cuerpo de su padre en el lugar del accidente, sin embargo a pesar de que Justin quiere avisarle a la policía Aden no piensa lo mismo y deciden enterrarlo, poco después Justin entra en páncico, pero Aden se vuelve la voz de la razón y le dice a Justin que hacer. Después de sufrir de varias pesadillas relacionadas con el accidente, Justin comienza a recordar lo que pasó el día en que su padre murió. 
Cuando Charlie les dice que el fiscal tiene suficientes evidencias para acusarlos a ambos de conspiración para cometer un homicidio, Aden comienza a presionar a Justin para que recuerde lo que pasó y así poder salirse del problema en el que se han metido.
Cuando un teléfono suena en la estación Justin de repente recuerda en parte lo que pasó, sin embargo solo recuerda que después del accidente Larry lo ayudó a salir del coche e hizo que Justin sacara su celular para llamar a Aden. Luego de que Nicole recogiera el celular de Aden de la tienda y lo llevara con Charlie, escuchan el mensaje que Larry había dejado. 
En donde Larry explica que él y Justin han tenido un accidente después de que viraran bruscamente para evitar chocar contra un canguro y que quedó muy lastimado, por lo que no le queda mucho tiempo.
En el mensaje Larry explica que el y Justin han platicado y que Justin lo ha perdonado por el abuso que Justin e Aden sufrieron cuando eran pequeños. También dice que espera que Aden también pueda perdonarlo para que no tenga que vivir con odio en su corazón, lo último que se escucha es cuando Larry le dice a Aden que lo ama y de pronto la llamada se corta.
Después de escuchar el mensaje Charlie los deja solos para que puedan platicar. Cuando regresan a su hogar, Justin se quiebra y comienza a llorar ya que todo este tiempo él pensó que él había matado a su padre. 
Poco después Justin e Aden dejaron Summer Bay para iniciar una nueva vida en el ejército.